# Örnen (voertuig)
Örnen ("De Adelaar") is een historisch merk van bromfietsen.
Örnen AB John Hedberg, Malmö.
Zweedse fabriek uit de jaren vijftig die bromfietsen met Pilot-motorblokjes maakte.